# Felicita Maria di Boemodo
Felicita Maria di Boemodo av Antiochia var en dogaressa av Venedig, gift med Venedigs doge Vital II Michele (r. 1156–1172). 
Hon var dotter till Bohemund av Antiokia. Felicita Maria var som dogaressa en stor välgörare och donator i Venedig, och gynnade särskilt klostret San Zaccaria. Hon fick flera söner och en dotter, Anna Michielo, som blev ett lokalhelgon. Vid tiden för mordet på maken 1172 var hon på besök i San Zaccaria, och då hon fick veta vad som hade hänt, stannade hon i klostret resten av sitt liv.